# 多纹扭腰蜑螺
多纹扭腰蜑螺（学名：Nerita tristis），是原始腹足目蜑螺科蜑螺属的一种。主要分布于台湾，常栖息在岩礁上。